# Tennistoernooi van Montréal/Toronto 2010
Het tennistoernooi van Montréal/Toronto van 2010 werd van 9 tot en met 23 augustus 2010 gespeeld op hardcourt-buitenbanen in Canada. De officiële naam van het toernooi was Rogers Cup.
Het toernooi bestond uit twee delen:
- ATP-toernooi van Toronto 2010, het toernooi voor de mannen in het Rexall Centre te Toronto, 9–15 augustus
- WTA-toernooi van Montréal 2010, het toernooi voor de vrouwen in het Uniprix Stadium te Montréal, 16–23 augustus

ATP-toernooi van Montréal/Toronto‎ – WTA-toernooi van Montréal/Toronto‎

1990 ·
1991 ·
1992 ·
1993 ·
1994 ·
1995 ·
1996 ·
1997 ·
1998 ·
1999 ·
2000 ·
2001 ·
2002 ·
2003 ·
2004 ·
2005 ·
2006 ·
2007 ·
2008 ·
2009 ·
2010 ·
2011 ·
2012 ·
2013 ·
2014 ·
2015 ·
2016 ·
2017 ·
2018 ·
2019 ·
2020 ·
2021 ·
2022 ·
2023 ·
2024